# Верхня Польська брама (Кам'янець-Подільський)
Ве́рхня По́льська бра́ма — комплекс північно-західних укріплень Старого міста Кам'янця-Подільського.

## Склад
Складається з башти Стефана Баторія, до якої примикає Вітряна брама, оборонних мурів з вежею і Турецького бастіону. 
До турецької облоги 1672 р. з двох сторін до башти Стефана Баторія підходили міські мури з оборонними галереями. В ході турецької реконструкції за вежею на лінії оборонного муру спорудили Турецький бастіон із земляними шанцями, призначений для обстрілу протилежного берегу каньйону. Бастіон чи то батарея отримала вигляд засклепленого каземату, поверх якого встановлювали гармати і який на початку XVIII ст. отримав назву батареї св. Марії. Він був реконструйований 1753 комендантом, шведом Христіяном Дальке. У 1720-х роках було реконструйовано оборонний мур вздовж дороги з облаштуванням Середньої брами поміж обома частинами Польської брами за проектом А. Ґловера. Мур від автора перебудови отримав назву Ґловерівського. При реконструкції 1770-х років за проектом Яна де Вітте було перебудовано башту Стефана Баторія, прилеглі ділянки оборонного муру, де з двох сторін вежі добудували дві прибудови, зокрема нову міську браму на місці давньої готичної у товщі міського муру.  
Назва брами пояснюється тим, що внизу, на березі річки Смотрич, розташована Польська брама (або, як іноді кажуть, Нижня Польська брама), яка розміщена під Польським фільварками на протилежному березі річки і польським ринком міста. Схожим чином під Руськими фільварками і Руським ринком розміщена Руська брама міста. На межі 19—20 століть весь оборонний вузол, розташований угорі над Польською брамою, отримав назву Верхньої Польської брами. У 1956—1958 роках на ньому було проведено реставраційні роботи.